# 小孩酥糖
小孩酥糖是江苏省徐州市的特产食品，香甜酥脆，营养丰富。并在1980年获得（江苏）省优质产品的称号。在苏、鲁、豫、皖四省闻名。